# Кин (фильм)
«Кин» (англ. Kin) — американский фантастический боевик Джонатана Бэйкера и Джоша Бэйкера. Главные роли исполнили Майлс Труитт, Джек Рейнор, Зои Кравиц и Джеймс Франко. В России фильм вышел 6 сентября 2018 года.

## Сюжет
14-летний школьник Элиас Элай Солински живёт в Детройте со своим суровым приёмным отцом Хэлом, который не дает денег на карманные расходы. Во время шатания по заброшенному зданию, в поисках меди, чтобы сдать её в металлолом, Элай находит инопланетное оружие, в результате чего он и его недавно освободившийся из заключения брат (родной сын Хэла) становятся объектами преследования для пришельцев, спецслужб и мафии. Сможет ли это оружие спасти мир или же уничтожит его — зависит только от Элая...

## В ролях
- Майлс Труитт — Элайджа "Элай" Солински
- Джек Рейнор — Джеймс "Джимми" Солински
- Джеймс Франко — Тейлор "Тей" Балик
- Зои Кравиц — Милли
- Кэрри Кун — Морган Хантер
- Деннис Куэйд — Гарольд "Хэл" Солински
- Джонатан Черри — полицейский
- Йен Мэтьюз — Сник
- Романо Орцари — Ли Джакобс
- Майкл Б. Джордан — мужчина из другого мира